# Asociación Internacional de Hispanistas
La Asociación Internacional de Hispanistas (AIH) se fundó en Oxford en 1962 para promover el estudio y la enseñanza de las lenguas y de las literaturas hispánicas.
Con el apoyo de la Fundación Duques de Soria, la AIH organiza congresos cada tres años, seguidos de la publicación de las actas. También publica un Boletín bibliográfico anual cuyo número 1 apareció en 1994. Asimismo, cada tres años también edita un Directorio de socios, que desde 1998 incluye la mención de los campos de investigación de cada uno de sus miembros.

## Presidentes de honor
- Ramón Menéndez Pidal (1962)
- Dámaso Alonso (1962-1965)
- Marcel Bataillon (1965-1968)
- Angel Rosenblat (1968-1971)
- Edward M. Wilson (1971-1974)
- Rafael Lapesa (1974-1977)
- Ana María Barrenechea (1977-1980)
- Juan López-Morillas (1980-1983)
- Franco Meregalli (1983-1986)
- Elias L. Rivers (1986-1989)
- Margit Frenk Alatorre (1989-1992)
- Alan Deyermond (1992-1995)
- Augustin Redondo (1995-1998)
- Lía Schwartz (1998-2001)
- Aurora Egido (2001-2004)
- Jean-François Botrel (2004-2007)
- Carlos Alvar (2007-2010)
- Aldo Ruffinatto (2010-2013)
- David T. Gies (2013-2016)
- Aurelio González Pérez (2016-2019)

## Presidente actual
- Ruth Fine (2019-2022)